# 比爾哈基姆戰役
比爾哈基姆戰役（法語：Bataille de Bir Hakeim；又譯比爾哈凱姆戰役），發生於第二次世界大戰北非戰場，法國陸軍准將馬里-皮埃爾·柯尼希指揮的自由法國軍團第一旅成功阻擊德國陸軍上將埃爾温·隆美爾的攻勢。
比爾哈基姆是一個在利比亞沙漠裏的綠洲。自由法國第一旅在馬里-皮埃爾·柯尼希將軍的率領下，在此阻擊隆美爾麾下的軸心國軍隊。經過16天苦戰，法軍為在加查拉戰役戰敗的同盟國爭取了足夠的時間來重整部隊，使同盟國能在第一次阿拉曼戰役中擊敗軸心國軍隊。

## 註腳
1. ↑  Grant 2017，第833頁.
2. 1 2 3  Buell 2002，第169頁.
3. 1 2 3  Ford 2008，第64頁.